# Badachschan
Badachschan (Paschtu/Dari بدخشان Badaxšān) ist eine afghanische Provinz, die sich im äußersten Nordosten des Landes befindet. Die Provinz hat eine Fläche von 44.836 km². Die Provinzhauptstadt ist Faizabad. Badachschan hat 1.091.760 Einwohner (Stand: 2022). Im Norden grenzt Badachschan an Tadschikistan (Region Berg-Badachschan), im Südosten an Pakistan und im äußersten Osten an die Volksrepublik China. Die Hauptsprache ist Dari.

## Geographie

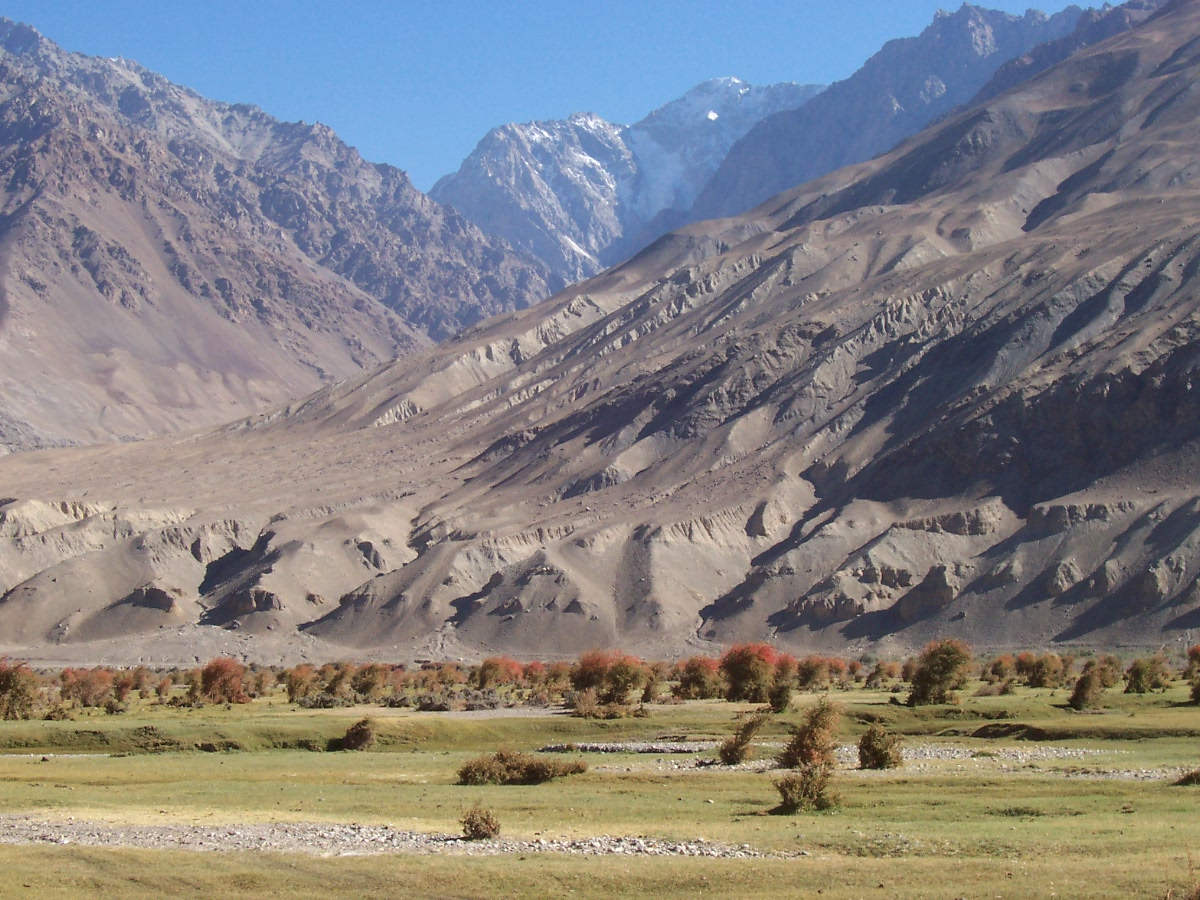
Vom Haupttal des Distrikts Kuran va Munjan Blick nach Süden zum Hindukusch

Badachschan liegt zwischen dem Amudarja im Norden, den Nordausläufern des Hindukusch im Süden und Ausläufern des Karakorum Gebirges im Osten. Der Amudarja und dessen Quellflüsse bilden gleichzeitig die Grenze zu Tadschikistan. Der sogenannte Wachankorridor, ein schmaler etwa 300 km langer Landstrich, bildet den östlichen Teil der Provinz. Dort befindet sich auch der höchste Berg Afghanistans, der 7485 m hohe Noshaq.
Das Relief von Badachschan zeigt fast durchgängig Hochgebirgscharakter. Lediglich die Gebiete im äußersten Nordwesten entlang des Unterlaufs des Flusses Koktscha und in einem schmalen Streifen am Pjandsch liegen unter 1500 m Höhe.
Ein weiterer bedeutender Fluss ist der Wachan im östlichsten Teil des gleichnamigen Korridors.
Im Norden der Provinz fließt der etwa 100 km lange Fluss Schiwa dem Pjandsch zu.
Im Süden liegt die Grenze der Provinz auf der Wasserscheide zum Einzugsgebiet des Flusses Kabul beziehungsweise im Wachan-Korridor zum Indus, sodass alle Flüsse in Badachschan zum Einzugsgebiet des Amudarja gehören.
Die größten Seen in Badachschan sind der Schiwasee zwischen Schiwa und Pjandsch im Nordwesten der Provinz und der Zorkulsee im Wachan-Korridor, aus dem der Pamir-Fluss entspringt.

## Verwaltungsgliederung
Die Provinz Badachschan gliedert sich in Distrikte. Die Zahl der Distrikte wurde 2005 durch Teilung auf 29 Verwaltungseinheiten erhöht.
Die Distrikte sind:
- Arghanj Khwa
- Argu (Argo, früher Teil von Faizabad)
- Baharak (Baharakstan)
- Darayem
- Darwaz
- Darwaz-e Bala
- Faizabad
- Ischkaschim
- Dschorm (Jurm)
- Kesch
- Keshem
- Chwahan
- Kuf Ab
- Kuhestan
- Kuran va Munjan (Koran va Mondschan)

Die 29 Distrikte seit 2005

- Maimay
- Ragh (Raghistan)
- Schari Buzurg
- Shegnan
- Shiki
- Shuhada
- Tagab
- Taschkan
- Wachan
- Wardudsch
- Yafta-e Sufla
- Yamgan
- Yawan
- Zebak

## Klima
Das Klima ist überwiegend ein Hochgebirgsklima.

## Geschichte
Im Altertum gehörte Badachschan zum hellenistischen Königreich Baktrien. Der heutige Name taucht erstmals in chinesischen Schriften des 7. und 8. Jahrhunderts auf. Im 15. Jahrhundert regierten die Timuriden, bis 1584 die Usbeken Badachschan eroberten. Die Ära der usbekischen Mire (siehe auch Emir) endete 1822 als Badachschan von Morad Beg aus Kunduz eingenommen wurde. Im Jahr 1859 wurde die Provinz gegenüber Kabul tributpflichtig und 1881 dem afghanischen Reich eingegliedert. Die Grenzen wurden im anglo-russischen Abkommen von 1873 und 1895 festgelegt. Seitdem trennt der Panj (Fluss, Arm des Amu Darja) den afghanischen vom tadschikischen Teil Badachschans. Im Jahr 1979 wurden die Städte Faizabad und Eshkashem durch die Sowjetarmee eingenommen, die ab 1980 eine Garnison in Faizabad unterhielt. Nach der Übernahme der Regierung durch die Taliban gehörte Badachschan zur Nordallianz und Faizabad war von 1996 bis 2001 Sitz der Regierung von Burhānuddin Rabbāni. Mehrere Versuche der Taliban, Badachschan zu erobern, wehrte die Nordallianz ab.

### Mythologie
Badachschan fand auch Eingang in das iranische Nationalepos Schahname von Firdausi. So findet sich in der Erzählung von Rostam und Sohrab die Zeile: 

„Dir send' ich fürstliche Geschenke meiner Gnaden,
Ross’ und Kamele mit Kleinodien beladen;
Türkis’ aus Turkistan, aus Badachschan Rubinen,
Smaragdne Sträuße drei mit Perlenthau auf ihnen.“

La'l-e Badaḫšān, Rubine aus Badachschan, sind in der klassischen persischen Literatur sprichwörtlich für Rubine bester Qualität, und übertragen für alles Tiefrote und Kostbare, besonders für Lippen und Herzen.

## Ethnien und Religionen
Die Mehrzahl der Bevölkerung setzt sich aus Tadschiken zusammen. Daneben gibt es noch Minderheiten von Paschtunen, Turkmenen und Kirgisen sowie russische Konvertiten aus der Zeit der sowjetischen Intervention und Besatzung.
Die Hauptreligion ist der Islam, wobei sich die Gläubigen in Sunniten (Mehrheit) und Schiiten, darunter Ismailiten, teilen. Über die Zahl der Christen und Parsen (Anhänger der Lehre Zarathustras) ist wenig bekannt.

## Wirtschaft

### Landwirtschaft

#### Landnutzung
Die Landwirtschaft wird durch den Gebirgscharakter der Provinz bestimmt. Es sind rund 200.000 ha für den Feldbau in Nutzung. Davon sind 33.000 ha bewässert, was für afghanische Verhältnisse ein geringer Anteil ist. Zusätzlich gibt es Wiesen bzw. Weideland; die Schätzungen über deren Umfang variiert stark, von 120.000 ha bis 280.000 ha, der Übergang zum Ödland ist fließend. Wald bedeckt rund 100.000 ha. Zusammen sind also nur rund 10 Prozent der Fläche Badachschans landwirtschaftlich genutzt. Ein durchschnittlicher Bauernhof in Badachschan verfügt über ein bis zwei Hektar bebaubares Land. Da das Klima aufgrund der Höhe relativ kalt ist, kann in vielen Gebieten nur eine Ernte pro Jahr erzielt werden. Positiv wirkt sich hingegen die Niederschlagsmenge von 300 bis 800 mm pro Jahr aus, die die höchste in Afghanistan ist und den Anbau ohne Bewässerung ermöglicht.
Der größte Teil der Ackerbauflächen findet sich an der Westgrenze Badachschans in einem etwa halbkreisförmigen Gebiet, das sich von Keschim im Süden über Feyzabad bis in die Gegend der Stadt Murch im Norden erstreckt. Weiter östlich sind fast nur die Täler für den Ackerbau geeignet.

#### Produkte
Die mit Abstand wichtigste Feldfrucht ist Weizen. Reis und Gerste werden in geringerem Umfang angebaut, der Reis vor allem in der Gegend um Keschim.
Die Erträge lagen in den 80er und 90er Jahre bei rund 1,5 Tonnen pro Hektar für bewässerten Weizen und rund 600 kg (schwankend) pro Hektar für unbewässerten Weizen. In den letzten Jahren konnte durch hochwertiges Saatgut und Dünger der Ertrag gesteigert werden. Das Getreide wird in zahlreichen kleinen (Wasser-)Mühlen verarbeitet, deren typische maximale Kapazität bei 2 Tonnen pro Tag liegt.
Die Landwirtschaft in Badachschan ist weitgehend unmechanisiert. Es werden Tiere gehalten wie Rinder (Ochsen), Esel und auch Pferde, die als Zugtiere genutzt werden können. In größerer Zahl sind Ziegen und Schafe vorhanden.
Im Tal von Baharak finden sich Obstbaumpflanzungen.
Neben der legalen Landwirtschaft ist der Anbau von Schlafmohn zur Gewinnung von Opium eine Haupteinnahmequelle. Badachschan hat sich bis zum Jahre 2003 zum Hauptopiumproduzenten Afghanistans entwickelt. Der Anteil an der Gesamtproduktion des Landes wird von den Vereinten Nationen mit 57 % angegeben (Stand 2004).
In den 90er Jahren waren in Badachschan noch rund 2000 ha mit Schlafmohn bebaut worden. Bis zum Jahr 2004 stieg diese Fläche auf ca. 15000 ha. In den beiden Folgejahren lag sie dann bei rund 8000 ha und 12000 ha. Im Jahr 2007 fiel die Fläche auf rund 4000 ha. Im Jahr 2008 fiel die Opiumproduktion so weit, dass Badachschan für Opium-frei erklärt wurde. Das gewonnene Opium wird traditionell auch von den Einheimischen konsumiert, die Zahl der Drogenabhängigen in Afghanistan wird auf rund eine Million geschätzt.

### Gewerbe
Der Ausbildungsstand in Badachschan ist gering, auch im Vergleich mit anderen afghanischen Provinzen. In den Dörfern betreiben viele Menschen einen Nebenerwerb mit handwerklichen Tätigkeiten wie Schneidern, Spinnen, Teppiche knüpfen. Darüber hinaus existieren in den Städten zwar Handwerksbetriebe, es gibt jedoch keine größere Industrie. Zu den Betrieben gehören auch Autowerkstätten. Um die Ausbildung von Automechanikern zu fördern, wurde 2008 von Deutschland eine Berufsschule für Automechaniker in Feyzabad mit 70 Ausbildungsplätzen gegründet. Von amerikanischer Seite wurde 2007 und 2008 eine Handwerks- und Landwirtschaftsmesse in Feyzabad organisiert, die rund 15.000 Besucher anzog.

### Bergbau
Die Provinz ist eines der Hauptabbaugebiete von Lapislazuli, der hier seit ca. 4000 Jahren abgebaut wird. Weitere Bodenschätze sind Rubin, Smaragd, Amethyst, Gold und Schwefel. Allerdings wurden die Mineralien bisher nicht weiterverarbeitet, sodass nur ein geringer Teil der Wertschöpfung vor Ort verblieb. Inzwischen laufen Ausbildungsgänge für das Schneiden und Schleifen der Steine.

## Infrastruktur
Badachschan ist eine der ärmsten Provinzen Afghanistans. Die gesamte Infrastruktur in den Bereichen Verkehr, Bildung und medizinische Versorgung ist schwach ausgebildet. Der weitere Ausbau ist auch durch die Lage im Gebirge und Hochgebirge erschwert.

### Energieversorgung
In der Vergangenheit war die Stromversorgung in Badachschan äußerst gering. So hatte nur ein Prozent der Haushalte Zugang zu elektrischem Strom, zur Beleuchtung wurden in 98 % der Fälle Öllampen verwendet. Die Zahl der Strombezieher (Haushalte/Kommerzielle/Öffentliche) wurde im Jahr 2006 mit rund 3000 angegeben. Mittlerweile sind durch die GTZ drei Kleinwasserkraftwerke errichtet worden. Sie liegen bei Chata, Sangab und Jurm und leisten ca. 100 kW bis zu 450 kW. Dadurch werden rund 5000 Strombezieher (entsprechend ca. 30000 Personen) versorgt. Der Bau von zwei weiteren Kraftwerken mit 4,2 MW bei Faizabad und 2,4 MW bei Keschim ist bis 2011 durch die KfW geplant. Dadurch könnten 25 % der Bevölkerung einen Stromanschluss erhalten.
Zum Heizen und Kochen werden praktisch keine fossilen Brennstoffe verwendet. Bevorzugte Brennmaterialien sind Dung, Gebüsch und (Baum-)Holz.

### Straßen
Die wichtigste Straße, der sog. Highway 302, führt von Kunduz entlang des Kowcheh über Taloqan und Keshim nach Faizabad. Sie stellt die Hauptanbindung zum Rest Afghanistans dar. Der höchste Punkt zwischen Kunduz und Faizabad ist der Chenar-e-Gonjeshkan-Pass (1600 m) hinter Taloqan. Die Straße war bis 2009 nicht asphaltiert und zum Teil in sehr schlechtem Zustand. Vor allem im Winter konnte sie witterungsbedingt tagelang unpassierbar sein. Lastwagen benötigten für die Strecke Kunduz – Faizabad (250 km) mindestens 10 Stunden. Mit kleineren Fahrzeugen lag die Fahrzeit bei ca. 8 Stunden.
Der Abschnitt Kunduz-Taloqan wurde mittlerweile (2009) modernisiert und ausgebaut. Der Abschnitt Taloqan-Keshim (68 km) befindet sich im Bau, ebenso der Abschnitt Keshim-Faizabad(103 km). Mit dem Asphaltieren des Abschnitts Keshim-Faizabad wurde im Mai 2009 begonnen. Diese Hauptstraße überquert bei Faizabad den Kowcheh und verläuft weiter über Baharak in den Wachan-Korridor. Badachschan ist über diese Straße auch an Tadschikistan angebunden. Beim Grenzort Ishkashim überquert ein Anschluss der Straße den Grenzfluss Pjandsch und führt weiter nach Chorugh und den Pamir Highway. Eine Straßenanbindung nach Pakistan oder China besteht hingegen nicht (Stand 2005).
Die Anbindung kleinerer, in den Bergen gelegener Ortschaften ist vielerorts nicht gegeben. Hier findet der Warentransport mit Eseln oder zu Fuß statt.
Bei den Straßen handelt es sich fast durchweg um Schotter- oder Sandpisten, auch innerhalb der Städte. (Stand 2006)

### Flugverkehr

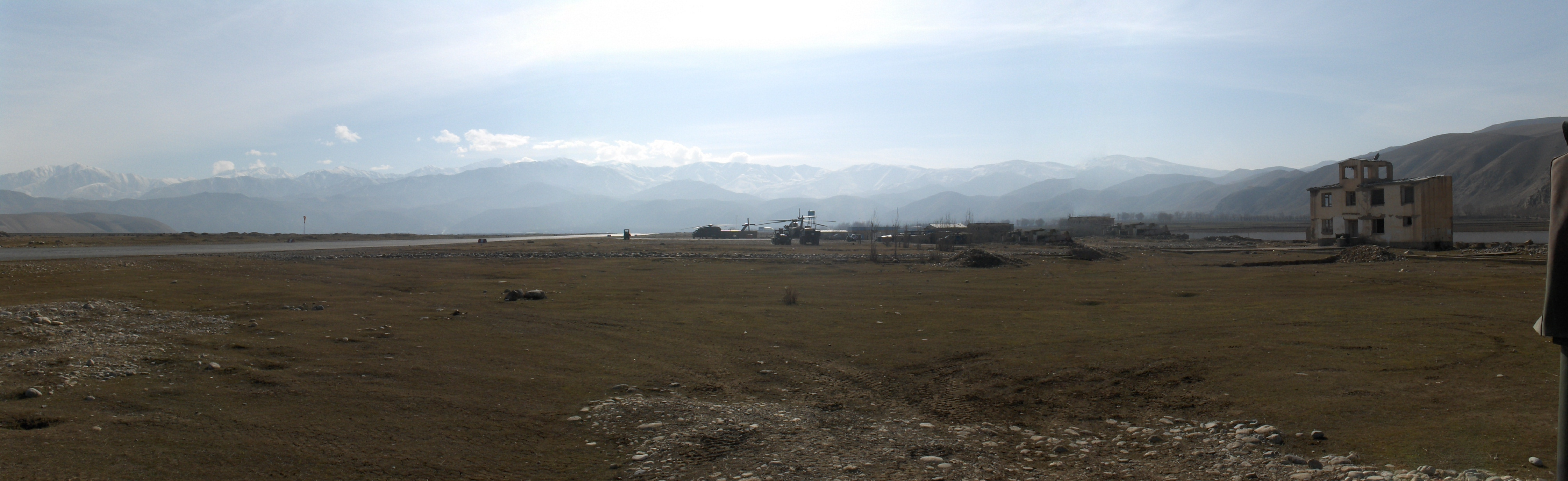
Feyzabad International Airport. Links im Bild die Landebahn aus Sandblechen sichtbar. Rechts neben den Hubschraubern befindet sich der geschützte Bereich. Der Tower befindet sich Links, knapp außerhalb der Sichtgrenzen.

In Faizabad besteht ein ehemaliger russischer Militärflugplatz, welcher Feyzabad International Airport heißt und von der afghanischen Fluglinie Ariana mit zweimotorigen Turboprop Maschinen vom Typ Antonov An-24 (russischer Flugzeugtyp) angeflogen wird. Der Flugplatz wird weiterhin von den Vereinten Nationen, Hilfsorganisationen und dem Militär genutzt. Die Vereinten Nationen planen (seit 2004) den Neubau mit einer Betonlandebahn. Der Flugbetrieb erfolgt nach den Regeln des Sichtfluges, da weder eine Befeuerung (Beleuchtung) noch Funkfeuer existieren.
Die Landebahn besteht aus ineinandergesteckten Sandblechen, welche im Norden und im Süden durch Hesco Stellungen gesäumt sind. Inzwischen existiert ein provisorischer Tower, welcher aber nur von den örtlichen ISAF Truppen benutzt wird. Ebenso verfügt der Flughafen über einen geschützten Bereich, in dem man relativ gefahrlos auf Flugzeuge warten kann. Der Flughafen befindet sich nur unweit westlich des Camp Feyzabad.

### Gesundheitswesen
Die sanitäre Situation ist durch das Fehlen von Hauswasseranschlüssen und Kanalisation gekennzeichnet. Die Wasserversorgung erfolgt über öffentliche Wasserhähne bzw. Pumpen über abgedeckten Brunnen, zum Teil auch aus offenen Quellen und Wasserläufen. Für die Entsorgung stehen in den Orten kommunale Latrinen zur Verfügung, für einen erheblichen Teil der Haushalte müssen aber offene Gruben reichen.
In der Provinzhauptstadt Faizabad existiert ein Klinikkomplex. Dieser unterteilt sich in ein allgemeines Krankenhaus, eine Klinik für Gynäkologie und Geburtshilfe sowie ein Malaria- und Leishmaniosezentrum. Daneben existiert eine Krankenpflegeschule. Beide Kliniken verfügen über jeweils zwei Operationssäle. Im Krankenhaus arbeiten Fachärzte für Chirurgie, Innere Medizin, Hals-Nasen-Ohren-Heilkunde, Augenheilkunde, Gynäkologie- und Geburtshilfe sowie Anästhesie. In der Klinik für Gynäkologie und Geburtshilfe sind Ärztinnen tätig und sie wird von einer Ärztin geleitet. Die Behandlung ist für Patienten kostenfrei. Medikamente und Verbandstoffe müssen allerdings selbst gekauft werden.
Der Direktor des Komplexes ist gleichzeitig für das gesamte Gesundheitswesen Badachschans zuständig. Neben ihm gibt es noch einen Facharzt für Innere Medizin, der als Spezialist für Infektionskrankheiten (insbesondere Tuberkulose) die gesamte Provinz betreut.
Der Zustand der Kliniken ist desolat. Es gibt keine geregelte Strom- und Wasserversorgung. Geheizt wird mit Holzöfen, für die die Patienten das Holz selbst mitbringen müssen. Die technische Ausstattung ist ebenfalls dürftig, wenngleich zahlreiche Hilfsgüter in der Klinik lagern, aber aufgrund des oben genannten nicht eingesetzt werden können.
In Faizabad gibt es einige kleine Apotheken sowie Arztpraxen der im Krankenhaus tätigen Ärzte. Geröntgt wird auf dem Basar.
Seit Anfang 2006 gibt es auch in einer anderen großen Stadt, Jorm, ein Krankenhaus, welches durch Hilfe der ISAF gebaut wurde. Jedoch herrscht auch hier ein akuter Mangel sowohl an Medikamenten als auch an technischer Ausrüstung. Spenden der Hilfsorganisationen verschwinden hier sehr leicht und tauchen später auf dem Bazar wieder zu überteuerten Preisen auf. In der restlichen Provinz gibt es einige kleinere Ambulanzen zur Basisversorgung. Im Gegensatz zu den Kliniken ist hier kein ständiger Arzt angestellt. Mehrere Hilfsorganisationen sind am Aufbau und der Verbesserung des Gesundheitswesens beteiligt.
(Stand 2005)

## Naturkatastrophen

### Lawinenabgänge
In der Bergregion kommt es regelmäßig zu Lawinenabgängen. 2012 sind bei zwei Abgängen rund 100 Menschen ums Leben gekommen.

### Bergrutsch 2014
Nach starken Regenfällen kam es am 2. Mai 2014 zu zwei aufeinanderfolgenden Bergrutschen  im Distrikt Argo (WGS84-Koordinaten: 37° 0′ 54″ N, 70° 21′ 48″ O). Nach einer initialen Schlammlawine verschüttete eine zweite eine Hochzeitsgesellschaft mit 250 Personen, Bewohner bei Aufräumarbeiten und mit 300 Häusern den überwiegenden Teil des Dorfes Hargu. Andere Angaben nennen die Siedlung Ab-e-Barik (Aab Barik). Es wird mit möglicherweise über 2100 Toten gerechnet. In der entlegenen Provinz fehlen Schaufeln und Bagger.
International wurde Hilfe angeboten.
Am 19. November 2014 wurde die Opferzahl sogar für Afghanistan deutlich nach unten revidiert: „Die Zahl der toten Dorfbewohner, die wir registriert haben, liegt bei etwa 100“, sagte der Sprecher des Ministeriums für ländliche Entwicklung, Dschamil Danach. Man war von der Gesamtanzahl der Bewohner des von der Schlammlawine verschütteten Dorfes ausgegangen. Es hat sich jedoch herausgestellt, dass die meisten nicht zuhause waren.